# Розенколис
Розенколис (лат. Agapornis roseicollis) је врста папагаја из рода Agapornis, коме припадају и фишери (Agapornis fischeri), таранте (Agapornis taranta), лилијане (Agapornis lilianae), кане (Agapornis canus), нигригениси (Agapornis nigrigenis). Розенколиси насељавају југозападну Африку и то просторе Намибије и Боцване, док су у незнатно више плавичастој боји настањени још једино у јужној Анголи. Ово је веома друштвена птица и у дивљини се може видети у мањим групама.

## Опис
Розенколис је релативно мала птица, дужине свега 17–18 cm, са интензивно зеленим леђима, светлијим зеленкасто-жутим грудима, црвеног чела и подбратка, плавог кратког репа где се на сваком појединачном перу уочава црвена тачка, кратких али јаких ногу, светлијег кљуна који је у односу на величину птице изразито снажан и велики. Популаран је као кућни љубимац.

## Станиште
У природи обитава углавном у близини већих пустиња, али уз обавезну близину воде која му је неопходна у периоду отхрањивања младих и прављењу гнезда, за које користи шупљине - дупље трулог дрвећа или пањева. Живе у јатима која углавном сачињава 12 јединки, али неретко број јединки може да буде и знатно већи. Једном оформљен пар остаје везан до краја живота. Ово исто важи и за њихове сроднике фишере, персонате и због тога се називају и Љубавни папагаји.

## Исхрана и размножавање
Хране се разним семењем, најчешће семенкама акације, бобицама, воћем и поврћем, а велики су љубимци инсеката и црвића.
Период парења је од марта до маја, када оба родитеља на специфичан начин цепкају љуспице дрвећа дужине до 10 цм забадајући их у перје изнад репа и леђа, да би их по уношењу у дупљу-гнездо вадили и од њега формирали сферно гнездо у коме ће женка положити 4-6 белих јаја величине 24x17 mm. Период инкубације износи 21-23 дана, а млади по излегању остају у гнезду 5-6 недеља до потпуног оперјавања и под старатељством родитеља су још око 15 дана, после чега напуштају родитеље и формирају нове заједнице. Полно су зрели после 8 месеци.

## Узгој
Розенколиси су због своје мале величине, лаког одржавања и узгоја једна од најчешћих врста папагаја које се држе у заточеништву. Птице се држе саме или у пару, мада их је због њихове потребе за друштвом најбоље држати у паровима. Могу бити агресивни и склони везивању за појединца, било човека или птицу, и можда се неће добро слагати са другим људима или кућним љубимцима. Два розенколиса се не морају увек слагати и може се десити да их је потребно раздвојити. Не треба их држати са мањим врстама птица. Захтевају свакодневне вежбе.
- Јединке одгојене у заточеништву
- Пар у гнезду
- Птић
- Одрасла јединка (лутино примерак) у гнезду са јајима и птићима
- Розенколис се игра са граном
- Подивљали розенколиси док се хране семењем из хранилице у Аризони
- Розенколис се игра са играчком
- Пар у заточеништву

### Мутације
Розенколиси имају најшири спектар мутација везаних за боју перја међу врстама рода Agapornis.
- Варијетети
- Дивља јединка
- Лево: дивља јединка са природном бојом перја
Десно: варијетет лутино
- Лево: дивља јединка са природном бојом перја
Десно: пајд грин
- Аква тиркиз
- Лево: пајд
Средина: хибрид пич фејс x фишери
Десно: са наранџастом бојом лица
- Тиркиз
- Грин синг`л вајлет фактор опалин
- Опалин даб`л дарк
- Варијетет лутино (случај где је цела глава исте боје као и лице)
- Аква харлекин
- Вајт фејс вајлет